# Anthrenoides araucariae
Anthrenoides araucariae är en biart som beskrevs av Urban 2005. Anthrenoides araucariae ingår i släktet Anthrenoides och familjen grävbin. Inga underarter finns listade i Catalogue of Life.